# 甲州路
「甲州路」（こうしゅうじ）は、2022年7月26日に3タイプ、同年11月8日に3タイプが発売された、氷川きよしの40枚目のシングル。

## 解説
C/W曲が全て異なるA〜Fの6タイプがリリース。

## 収録曲

### Aタイプ
出典→
1. 甲州路 [03:53]
作詞：かず翼
作曲：水森英夫
編曲：石倉重信
2. 藤枝しぐれ [04:39]
作詞：松岡弘一
作曲：水森英夫
編曲：石倉重信
3. 甲州路（オリジナル・カラオケ） [03:53]
4. 藤枝しぐれ（オリジナル・カラオケ） [04:39]
5. 甲州路（半音下げオリジナル・カラオケ） [03:53]
6. 藤枝しぐれ（半音下げオリジナル・カラオケ） [04:39]
7. 甲州路（2コーラスオリジナル・カラオケ） [02:39]
8. 藤枝しぐれ（2コーラスオリジナル・カラオケ） [03:11]
9. 甲州路（半音下げ2コーラスオリジナル・カラオケ） [02:36]

### Bタイプ
出典→
1. 甲州路 [03:54]
2. 難波の恋 [04:24]
作詞：麻こよみ
作曲：水森英夫
編曲：石倉重信
3. 甲州路（オリジナル・カラオケ） [03:53]
4. 難波の恋（オリジナル・カラオケ） [04:24]
5. 甲州路（半音下げオリジナル・カラオケ） [03:53]
6. 難波の恋（半音下げオリジナル・カラオケ） [04:24]
7. 甲州路（2コーラスオリジナル・カラオケ） [02:39]
8. 難波の恋（2コーラスオリジナル・カラオケ） [03:00]
9. 甲州路（半音下げ2コーラスオリジナル・カラオケ） [02:36]

### Cタイプ
出典→
1. 甲州路 [03:53]
2. あゝ純情港町 [03:56]
作詞：かず翼
作曲：水森英夫
編曲：石倉重信
3. 甲州路（オリジナル・カラオケ） [03:53]
4. あゝ純情港町（オリジナル・カラオケ） [03:56]
5. 甲州路（半音下げオリジナル・カラオケ） [03:53]
6. あゝ純情港町（半音下げオリジナル・カラオケ） [03:56]
7. 甲州路（2コーラスオリジナル・カラオケ） [02:38]
8. あゝ純情港町（2コーラスオリジナル・カラオケ） [02:42]
9. 甲州路（半音下げ2コーラスオリジナル・カラオケ） [02:36]

### Dタイプ
出典→
1. 甲州路 [03:53]
2. 雪女 [05:22]
作詞：覚和歌子
作曲・編曲：若草恵
3. 甲州路（オリジナル・カラオケ） [03:53]
4. 雪女（オリジナル・カラオケ） [05:22]
5. 甲州路（半音下げオリジナル・カラオケ） [03:53]
6. 雪女（半音下げオリジナル・カラオケ） [05:22]
7. 甲州路（2コーラスオリジナル・カラオケ） [02:38]
8. 雪女（2コーラスオリジナル・カラオケ） [04:16]
9. 甲州路（半音下げ2コーラスオリジナル・カラオケ） [02:36]

### Eタイプ
出典→
1. 甲州路 [03:53]
2. 対馬海峡 [03:33]
作詞：麻こよみ
作曲：永井龍雲
編曲：野中"まさ"雄一
3. 甲州路（オリジナル・カラオケ） [03:53]
4. 対馬海峡（オリジナル・カラオケ） [03:33]
5. 甲州路（半音下げオリジナル・カラオケ） [03:53]
6. 対馬海峡（半音下げオリジナル・カラオケ） [03:33]
7. 甲州路（2コーラスオリジナル・カラオケ） [02:39]
8. 対馬海峡（2コーラスオリジナル・カラオケ） [02:38]
9. 甲州路（半音下げ2コーラスオリジナル・カラオケ） [02:36]

### Fタイプ
出典→
1. 甲州路 [03:53]
2. 桜のように [04:55]
作詞：かず翼
作曲：宮下健治
編曲：石倉重信
3. 甲州路（オリジナル・カラオケ） [03:53]
4. 桜のように（オリジナル・カラオケ） [04:55]
5. 甲州路（半音下げオリジナル・カラオケ） [03:53]
6. 桜のように（半音下げオリジナル・カラオケ） [04:55]
7. 甲州路（2コーラスオリジナル・カラオケ） [02:39]
8. 桜のように（2コーラスオリジナル・カラオケ） [03:39]
9. 甲州路（半音下げ2コーラスオリジナル・カラオケ） [02:36]